# 378
378 (CCCLXXVIII) fue un año común comenzado en lunes del calendario juliano, en vigor en aquella fecha.
En el Imperio romano, el año fue nombrado como el del consulado Valente y Augusto, o menos comúnmente, como el 1131 Ab urbe condita, adquiriendo su denominación como 378 a principios de la Edad Media, al establecerse el anno Domini.

## Acontecimientos
- 16 de enero: Siyah K'ak' de Teotihuacán conquista la ciudad maya de Tikal y establece una nueva dinastía gobernante relacionada con Átlatl Cauac, rey de Teotihuacán.[1]
- 9 de agosto: los visigodos derrotan al ejército romano en la batalla de Adrianópolis (actual Edirne, en Turquía), resultando muerto el emperador Valente. Es sucedido al año siguiente por Teodosio I el Grande.[2]
- Teodosio I prohíbe el paganismo.
- Conflictos entre el emperador romano y el papa Dámaso.
- Teotihuacán conquista Uaxactún y expande su influencia cultural en la región maya.

## Nacimientos
- Olimpiodoro de Tebas, historiador, filósofo y diplomático.

## Fallecimientos
- 9 de agosto: Valente, emperador romano.
- Sátiro de Milán, funcionario romano y religioso cristiano.